# Appius Claudius Crassus (tribun consulaire en -424)
Pour les articles homonymes, voir Claudius Sabinus.
Appius Claudius Crassus est un homme politique de la République romaine, tribun militaire à pouvoir consulaire en 424 av. J.-C.

## Famille
Il est membre des Claudii Crassi, apparentés aux Claudii Sabini, branche de la gens Claudia. Il est le fils d'Appius Claudius Sabinus, consul en 451 av. J.-C., et le petit-fils d'Appius Claudius Sabinus, consul en 471 av. J.-C. Les sources antiques ne s'accordent pas sur son praenomen : Diodore de Sicile donne Titus, Tite-Live donne Appius et Attilio Degrassi qui s'appuie sur un fragment des Fasti Capitolini suggère Tiberius. Son nom complet pourrait donc être Titus/Tiberius/Appius Claudius Ap.f. Ap.n. Crassus. Il est le père d'un Publius Claudius Crassus Inregillensis.

## Biographie

### Tribunat consulaire (424)
En 424 av. J.-C., Appius Claudius est élu tribun militaire à pouvoir consulaire, avec Lucius Sergius Fidenas, Spurius Nautius Rutilus et Sextus Iulius Iullus,. De grands jeux sont organisés au cours de l'année pour célébrer la victoire sur Fidènes et Véies deux ans plus tôt, attirant de nombreux spectateurs venus de cités voisines.
Des candidats plébéiens, avec le soutien des tribuns de la plèbe, commencent à faire campagne pour les élections de l'année suivante. Le Sénat et les tribuns consulaires en titre, réunis secrètement hors de la présence des tribuns de la plèbe, décident que des consuls seront élus pour l’année suivante, excluant ainsi toute candidature plébéienne. Pour éviter les protestations des tribuns de la plèbe contre cette décision, le Sénat envoie les tribuns consulaires enquêter sur une possible agression des Volsques contre les Herniques et confie la garde de Rome à Appius Claudius, réputé pour son antipathie envers les tribuns de la plèbe, à l'image de ses ancêtres.
Pour l'année suivante, les sénateurs parviennent donc à faire élire deux consuls et évitent l'élection de nouveaux tribuns militaires,.